# Kobe Goossens
Kobe Goossens, né le 29 avril 1996 à Louvain, est un coureur cycliste belge. Il est membre de l'équipe Intermarché-Circus-Wanty.

## Biographie
Kobe Goossens remporte en 2023 ses deux premières victoires lors du Trofeo Andratx-Mirador d'Es Colomer puis du Trofeo Serra de Tramuntana. En mai, Intermarché-Circus-Wanty annonce que son contrat est prolongé jusqu'en fin d'année 2025.

## Palmarès sur route

### Palmarès amateur
- 2016
  - 3e de la Coupe Egide Schoeters
- 2018
  - 2e du Tour du Jura
  - 3e de la Flèche flamande
- 2019
  - Tour du Jura : 
    - Classement général
    - 1re étape

  - 2e du Tour de Navarre
  - 3e du Circuit des Ardennes international

### Palmarès professionnel
- 2023
  - Trofeo Andratx-Mirador d'Es Colomer
  - Trofeo Serra de Tramuntana
- 2024
  - 6e d'Eschborn-Francfort

### Résultats sur les grands tours

#### Tour de France
2 participations
- 2022 : 47e
- 2024 : 69e

#### Tour d'Italie
1 participation
- 2021 : abandon (12e étape)

#### Tour d'Espagne
3 participations
- 2020 : 24e
- 2023 : non-partant (5e étape)
- 2024 : non-partant (10e étape)

### Classements mondiaux
| Année                                 | 2018  | 2019 | 2020 | 2021 | 2022 | 2023 |
| ------------------------------------- | ----- | ---- | ---- | ---- | ---- | ---- |
| Classement mondial                    | 1339e | 777e | 751e | 807e | 368e | 187e |
| UCI Europe Tour                       | 830e  | 567e | 602e | 623e | 295e | nc   |
|                                       |       |      |      |      |      |      |
| Légende : nc = non classéSource : UCI |       |      |      |      |      |      |

## Palmarès en cyclo-cross
- 2011-2012
  - 3e du championnat de Belgique de cyclo-cross débutants deuxième année
- 2013-2014
  - Duinencross juniors, Coxyde
  - Scheldecross juniors, Anvers
  - Cyclo-cross de Kalmthout juniors, Kalmthout
  - 3e de la Coupe du monde juniors